# Кампо Леон Нумеро Уно, Ескуадрон Досијентос Уно (Мексикали)
Кампо Леон Нумеро Уно, Ескуадрон Досијентос Уно (шп. Campo León Número Uno, Escuadrón Doscientos Uno) насеље је у Мексику у савезној држави Доња Калифорнија у општини Мексикали. Насеље се налази на надморској висини од 7 м.

## Становништво
Према подацима из 2010. године у насељу су живела 3 становника.

### Хронологија
| Година       | 2000          | 2005       | 2010 |
| ------------ | ------------- | ---------- | ---- |
| Становништво | 101 (48 / 53) | 18 (9 / 9) | 3    |

### Попис
| # | Индикатор                     | Вредност |
| - | ----------------------------- | -------- |
| 1 | Укупно домаћинстава           | 6        |
| 2 | Укупно насељених домаћинстава | 2        |
| 3 | Величина локације             | 1        |